# Helga Schubert

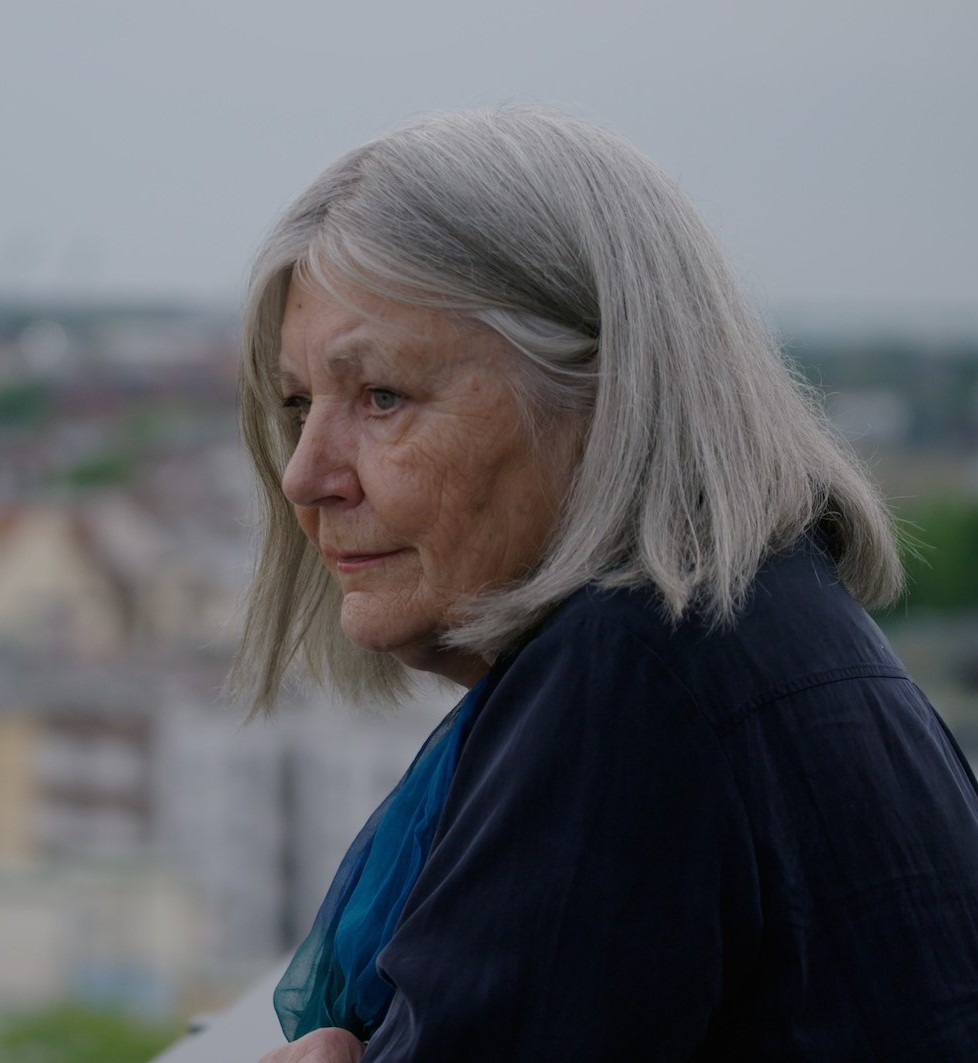
Helga Schubert im Film Sonntagskind (2023)

Helga Schubert, Realname Helga Helm, (* 7. Januar 1940 in Berlin) ist eine deutsche Schriftstellerin und Psychologin, die in den 1960er-Jahren neben ihrer Berufsausübung mit dem Schreiben begann. In der DDR veröffentlichte sie Kinderbücher und Prosatexte, in denen sie auf stilistisch ungewöhnlich präzise Art Schicksale aus dem Alltag schildert. Hinzu kamen Theaterstücke, Hörspiele, Fernsehspiele und Filmszenarien. Anfang der 1990er Jahre machte Schubert sich vor allem durch ihr dokumentarisches Werk Judasfrauen einen Namen. Einem breiten Publikum wurde die Autorin durch die Auszeichnung mit dem Ingeborg-Bachmann-Preis 2020 bekannt. Schubert lebt und arbeitet zurückgezogen auf dem Land in der Nähe von Schwerin. Im Film Sonntagskind von Jörg Herrmann erzählt sie über ihr Leben.

## Leben

### Ausbildung und Beruf
Helga Schubert ist die Tochter einer Volkswirtin, die als Bibliothekarin tätig war, und eines Gerichtsassessors, der 1941 als Soldat im Zweiten Weltkrieg fiel. Sie wuchs in Ost-Berlin auf. Im Jahr 1957 legte sie ihre Reifeprüfung ab und arbeitete anschließend ein Jahr lang in einem Berliner Industriebetrieb am Band. Von 1958 bis 1963 studierte sie Psychologie an der Humboldt-Universität und erwarb den Grad einer Diplom-Psychologin. Sie war von 1963 bis 1977 im Hauptberuf und von 1977 bis 1987 nebenberuflich als klinische Psychologin tätig. Bis 1973 wirkte sie dabei in der Erwachsenen-Psychotherapie, von 1973 bis 1977 war sie wissenschaftlich – mit dem Ziel einer Promotion – an der Humboldt-Universität tätig. Diese Promotion wurde nicht vollendet. Von 1977 bis 1987 wirkte sie an der Ausbildung von Gesprächstherapeuten und in einer Eheberatungsstelle in Berlin mit.

### Politisches Engagement
In den Jahren 1976 bis 1989 wurde Helga Schubert vom Ministerium für Staatssicherheit wegen des Verdachts der „staatsgefährdenden Hetze und Diversion“ observiert, da sie sich in einer Gruppe mit Ulrich Plenzdorf und Stefan Heym an einer Berlin-Anthologie beteiligt hatte.
In der Zeit der Wende und friedlichen Revolution in der DDR war sie von Dezember 1989 bis März 1990 parteilose Pressesprecherin des Zentralen Runden Tisches in Ost-Berlin. In Vorbereitung auf die Bundestagswahl 1994 wurde sie als Parteilose von der CDU-Parteigruppe von Berlin-Mitte und Prenzlauer Berg innerhalb eines Tages gebeten und auch gewählt, im Wahlkreis Mitte-Prenzlauer Berg gegen Stefan Heym (PDS) und Wolfgang Thierse (SPD) anzutreten. Sie zog diese Kandidatur nach drei Tagen aus persönlichen Gründen zurück.

### Arbeit als Schriftstellerin
Schubert publiziert seit 1975 und gehörte seit 1975 zunächst dem Schriftstellerverband der DDR und seit 1987 dem P.E.N.-Zentrum der DDR an. Von 1987 bis 1990 war sie vier Jahre lang Mitglied der Jury des Ingeborg-Bachmann-Preises. Nach der deutschen Wiedervereinigung wechselte sie 1991 zum PEN-Zentrum der Bundesrepublik Deutschland. Ihre 1990 erschienenen „zehn Fallgeschichten weiblicher Denunziation“ mit dem Titel Judasfrauen behandeln das Thema „Denunziantinnen im Dritten Reich“ auf der Grundlage von Aktenstudien.
Nach fast 20-jähriger Publikationspause erschien 2021 ihr Erzählungsband Vom Aufstehen. Ein Leben in Geschichten. Das Werk wurde im Jahr seiner Veröffentlichung für den Preis der Leipziger Buchmesse in der Kategorie Belletristik nominiert.

### Privates
Sie war in erster Ehe mit dem Maler und Grafiker Rolf Schubert (1932–2013) verheiratet. Die Ehe, aus der ein Sohn hervorging, wurde Mitte der sechziger Jahre geschieden. 1976 heiratete sie den Maler und früheren Professor für Klinische Psychologie, Johannes Helm, beide leben seit 2008 in Neu Meteln bei Schwerin – auch bekannt als Künstlerkolonie Drispeth. In ihrem 2023 erschienenen Erzählband Der heutige Tag. Ein Stundenbuch der Liebe hat sie ihr Leben mit ihrem pflegebedürftigen Mann verarbeitet, um den sie sich kümmert.

## Ingeborg-Bachmann-Literaturwettbewerb
1980 wurde Schubert auf Vorschlag von Günter Kunert zu den Tagen der deutschsprachigen Literatur nach Klagenfurt eingeladen, bei denen der Ingeborg-Bachmann-Preis verliehen wird. Sie erhielt jedoch keine Genehmigung zur Ausreise aus der DDR nach Österreich. Begründet wurde die Entscheidung unter anderem damit, dass es keine „deutsche Literatur“ gebe; das Unternehmen „Bachmannpreis“ sei nur dazu da, um dieses Phänomen der deutschen Literatur voranzutreiben. Zudem war Marcel Reich-Ranicki Juryvorsitzender; ihn sah die Stasi als „berüchtigten Antikommunisten“ an.
1987 und in den folgenden Jahren – Reich-Ranicki war nicht mehr Vorsitzender – gehörte sie der Jury an.
2020, im Alter von 80 Jahren, wurde sie auf Vorschlag von Insa Wilke erneut zur Teilnahme eingeladen – und entschied ihn mit ihrem Text Vom Aufstehen für sich. Er sei eine Hommage an Ingeborg Bachmanns Erzählung Das dreißigste Jahr, die mit einer Reflexion über das Aufstehen beginnt und die den Protagonisten am Ende zum Aufstehen auffordert – Ich sage dir: Steh auf und geh! Es ist dir kein Knochen gebrochen –, sagte Schubert in ihrer Dankesrede, die sie live in einer Videoübertragung von zu Hause aus hielt. Ursprünglich hätte sie den Text, anspielend auf ihr eigenes Alter und Ingeborg Bachmanns Text, Das achtzigste Jahr nennen wollen, habe die Idee dann aber verworfen.

## Ehrungen und Auszeichnungen
- 1982 Drehbuchpreis auf dem 2. Nationalen Spielfilmfestival der DDR für Die Beunruhigung
- 1983 Heinrich-Greif-Preis
- 1986 Heinrich-Mann-Preis
- 1991 Ehrendoktorwürde (Doctor of humane letters) der Purdue University
- 1993 Hans-Fallada-Preis
- 2020 Ingeborg-Bachmann-Preis für den Text Vom Aufstehen[11][12]
- 2024 Bundesverdienstkreuz am Bande[13]
- 2024 Kulturpreis des Landes Mecklenburg-Vorpommern[14]

## Werke
- Lauter Leben. Geschichten. Aufbau-Verlag, Berlin 1975.
- Bimmi und das Hochhausgespenst. Kinderbuchverlag, Berlin 1980.
- mit Jutta Kirschner: Bimmi und die Victoria A. Kinderbuchverlag, Berlin 1981.
- Die Beunruhigung. Filmszenarium. Henschelverlag Kunst und Gesellschaft, Berlin 1982.
- mit Jutta Kirschner: Bimmi und der schwarze Tag. Kinderbuchverlag, Berlin 1982.
- Das verbotene Zimmer. Geschichten. Hermann Luchterhand Verlag, Darmstadt 1982.
- Das Märchen von den glücklichen traurigen Menschen.[15]
- mit Jutta Kirschner: Bimmi und ihr Nachmittag. Kinderbuchverlag, Berlin 1984.
- Blickwinkel. Geschichten. Aufbau-Verlag, Berlin 1984.
- Anna kann Deutsch. Geschichten von Frauen. Luchterhand Literaturverlag, Darmstadt 1985.
- Und morgen wieder … Berlin 1985.
- Schöne Reise. Geschichten. Aufbau-Verlag, Berlin 1988.
- Über Gefühle reden? Berliner Verlag, Berlin 1988.
- mit Rita Süssmuth: Gehen Frauen in die Knie? Zürich 1990.
- Judasfrauen. Zehn Fallgeschichten weiblicher Denunziation im Dritten Reich. Luchterhand Literaturverlag, Frankfurt am Main 1990.
- mit Rita Süssmuth: Bezahlen die Frauen die Wiedervereinigung? Piper Verlag, München 1992.
- mit Cleo-Petra Kurze: Bimmi vom hohen Haus. Kinderbuchverlag, Berlin 1992.
- Die Andersdenkende. Deutscher Taschenbuch Verlag, München 1994.
- Das gesprungene Herz. Leben im Gegensatz. Deutscher Taschenbuchverlag, München 1995.
- Die Welt da drinnen. Eine deutsche Nervenklinik und der Wahn vom „unwerten Leben“. Fischer Taschenbuch Verlag, Frankfurt am Main 2003, ISBN 3-596-15632-7.
- Vom Aufstehen. Ein Leben in Geschichten. Deutscher Taschenbuch Verlag, München 2021, ISBN 978-3-423-28278-9.[16][17][18][19][20][21][22]
- Helga Schubert über Anton Tschechow. Hrsg. von Volker Weidermann. Kiepenheuer & Witsch, Köln 2023, ISBN 978-3-462-00378-9.
- Der heutige Tag. Ein Stundenbuch der Liebe. Deutscher Taschenbuch Verlag, München 2023, ISBN 978-3-423-28319-9.[23]

## Filmografie
- 1980: Heute abend und morgen früh (Filmszenario)
- 1982: Die Beunruhigung (Filmszenario)
- 1983: Verzeihung, sehen Sie Fußball? (Filmszenario)
- 1985: Ab heute erwachsen (Filmszenario)